# Working Group on Star Names
Working Group on Star Names (WGSN) (também conhecido como IAU Working Group on Star Names) foi estabelecido em maio de 2016 pela União Astronômica Internacional (IAU) para catalogar e padronizar nomes próprios de estrelas para a comunidade astronômica internacional. Opera sob a Divisão C, Educação, Extensão e Patrimônio.
A IAU afirma que faz questão de fazer uma distinção entre os termos nome e designação. Para a IAU, nome se refere ao termo (geralmente coloquial) usado para uma estrela na conversa do dia-a-dia, enquanto a designação é exclusivamente alfanumérica e usada quase exclusivamente em catálogos oficiais e para astronomia profissional. (O WGSN observa que as designações de Bayer transliteradas (por exemplo, Tau Ceti) são consideradas um caso histórico especial e são tratadas como designações).

## Termos de referencia
Os termos de referência para o Working Group on Star Names (WGSN) para o período 2016–2018 foram aprovados pelo Comitê Executivo da União Astronômica Internacional (IAU) em sua reunião em 6 de maio de 2016. Em resumo, são para:
- Estabelecer diretrizes IAU para a proposta e adoção de nomes para estrelas;
- Realizar uma pesquisa na literatura para nomes de candidatos;
- Adotar novos nomes exclusivos para estrelas de valor científico e histórico;
- Montar e divulgar um catálogo oficial de nomes de estrelas da IAU.
(A versão atual é intitulada "Lista de nomes de estrelas aprovados pela IAU").[3]

Embora inicialmente o WGSN se concentrasse em incorporar nomes 'passados' da história e da cultura, no futuro seria responsável por definir as regras e possibilitar o processo pelo qual novos nomes podem ser propostos por membros da comunidade astronômica internacional.

## Diretrizes de nomenclatura
O Working Group on Star Names (WGSN) adotou diretrizes exclusivas preliminares para nomes de estrelas. Em resumo, são:
- Nomes que preservem o patrimônio mundial são fortemente encorajados; nomes comuns e culturais preferidos aos novos,
- Os nomes normalmente devem ter de 4 a 16 caracteres; nomes curtos preferidos em vez de longos,
- Os nomes devem ser pronunciados em algum idioma e não ofensivos,
- Os nomes não devem ser muito semelhantes a um nome existente de uma estrela, planeta, satélite planetário ou planeta menor.
- Nomes de pessoas são proibidos para estrelas brilhantes (exceto em casos históricos raros),
- Nomes artificiais são desencorajados (exceto em casos históricos raros),
- Nomes de eventos principalmente conhecidos por atividades políticas ou militares; de natureza principalmente comercial; de animais de estimação e siglas são proibidos.

O WGSN reconheceu explicitamente os nomes dos exoplanetas e suas estrelas hospedeiras aprovados pelo Comitê Executivo do Grupo de Trabalho de Nomenclatura Pública de Planetas e Satélites Planetários, incluindo os nomes de estrelas adotados durante a campanha 2015 NameExoWorlds.

### Estrelas múltiplas
O Working Group on Star Names (WGSN) decidiu atribuir nomes próprios a estrelas individuais em vez de sistemas múltiplos inteiros. Por exemplo, o nome Fomalhaut refere-se especificamente ao componente brilhante A de um sistema de 3 estrelas. Os nomes informais muitas vezes atribuídos a outros componentes em um múltiplo físico (por exemplo, Fomalhaut B) são tratados como não oficiais (embora descritos como "apelidos úteis") e não incluídos na List of IAU-approved Star Names (Lista de Nomes de Estrelas aprovados pela IAU). Na Lista, os componentes são claramente identificados por seus identificadores no Catálogo de Estrelas Duplas Washington. Onde uma letra componente não está explicitamente listada, o WGSN diz que o nome deve ser entendido como atribuído ao componente visualmente mais brilhante.

### Nomes chineses
As diretrizes gerais para nomes de estrelas chineses foram adotadas em 2017. Em resumo, são:
- The Chinese Sky During the Han: Constellating Stars and Society (Sun & Kistemaker 1997), é considerado oficial com as primeiras identificações e grafias de estrelas de nomes chineses,
- A adoção de nomes de asterismo chinês para estrelas individuais deve ser evitada, pois causaria confusão,
- A grafia pinyin é preferida.

## Programa de trabalho
O Working Group on Star Names (WGSN) decidiu se concentrar durante o resto de 2016 na padronização de nomes comuns e grafias para as poucas centenas de estrelas mais brilhantes com nomes publicados e na compilação de nomes culturais, com nomes para estrelas fracas a serem discutidas no futuro (considerado 'estrelas brilhantes' como aqueles com designações no Catálogo Bright Star e quaisquer companheiros físicos; 'estrelas fracas' como quaisquer outras estrelas galácticas, objetos subestelares e remanescentes estelares).
O principal objetivo para os próximos anos é mergulhar na história e cultura astronômicas mundiais, procurando determinar as denominações estelares mais conhecidas para usar como nomes oficialmente reconhecidos. Além deste ponto, uma vez que os nomes de muitas das estrelas brilhantes no céu tenham sido oficialmente aprovados e catalogados, o WGSN se concentrará no estabelecimento de um formato e modelo para as regras, critérios e processos pelos quais as propostas de nomes estelares podem ser aceitos de astrônomos profissionais, bem como do público em geral.

## Nomes adotados
O primeiro boletim da Working Group on Star Names (WGSN) datado de julho de 2016 incluiu uma tabela de 125 estrelas compreendendo os dois primeiros lotes de nomes aprovados pela WGSN (em 30 de junho e 20 de julho de 2016) junto com os nomes das estrelas (incluindo quatro nomes tradicionais de estrelas: Ain, Edasich, Errai e Fomalhaut) revisada e adotada pelo Comitê Executivo do Grupo de Trabalho de Nomenclatura Pública de Planetas e Satélites Planetários da União Astronômica Internacional (IAU) durante a campanha NameExoWorlds de 2015 e reconhecida pela WGSN.
Outros lotes de nomes foram aprovados em 21 de agosto, 12 de setembro, 5 de outubro e 6 de novembro de 2016. Eles foram listados em uma tabela de 102 estrelas incluída no segundo boletim do WGSN em novembro de 2016. As próximas adições foram feitas em 1 de fevereiro de 2017 (13 novos nomes de estrelas), 30 de junho de 2017 (29), 5 de setembro de 2017 (41), 19 de novembro de 2017 (3) e 6 de junho de 2018 (17). Todos os 330 nomes estão incluídos na List of IAU-approved Star Names (Lista de Nomes de Estrelas aprovados pela IAU), atualizada pela última vez em 1 de junho de 2018.
A primeira lista inclui duas estrelas com nomes de indivíduos durante o processo NameExoWorlds: "Cervantes" para a estrela Mu Arae (homenagem ao escritor Miguel de Cervantes Saavedra) e "Copernicus" para a estrela 55 Cancri A (homenagem ao astrônomo Nicolau Copérnico). O WGSN aprovou o nome histórico Cor Caroli (latim para "coração de Charles") para a estrela Alpha Canum Venaticorum, assim chamada em homenagem ao rei Carlos I da Inglaterra por sir Charles Scarborough, seu médico. A atualização de 1 de fevereiro de 2017 incluiu a aprovação do nome histórico da Estrela de Barnard, em homenagem ao astrônomo americano Edward Barnard.